# ГЕС Тарбела
ГЕС Тарбела — гідроелектростанція на півночі Пакистану. Знаходячись перед ГЕС Газі-Барота, становить верхній ступінь каскаду на річці Інд. Станом на другу половину 2010-х найпотужніша станція країни (та одна з найбільших у світі).
У межах проєкту Інд перекрили гігантською кам'яно-накидною греблею із глиняним ядром висотою 143 метри, довжиною 2743 метри та шириною по основі 600 метрів, яка потребувала 106 млн м3 матеріалу. Вона утворила витягнуте по долині річки на 81 км водосховище із площею поверхні 259 км2 та об'ємом 14,3 млрд м3, в тому числі 2,3 млрд м3 «мертвий» об'єм. При цьому за перші чотири десятиліття експлуатації внаслідок замулювання фактичний корисний об'єм скоротився з 12 млрд м3 до 7,9 млрд м3.
Біля правого підніжжя греблі починаючи з 1977 року ввели в експлуатацію кілька машинних залів (останній — у 2017—2018 роках) загальною потужністю 4888 МВт. Всього було встановлено 17 турбін типу Френсіс, в тому числі 10 з показником по 175 МВт, 4 потужністю по 432 МВт та 3 потужністю по 470 МВт. Гідроагрегати перших двох черг використовують напір у 115 метрів, третьої — у 117 метрів.
Річна продуктивність станції до завершення четвертої черги становила 14—16 млрд кВт·год електроенергії на рік. Після розширення додатково повинно вироблятись ще 3,8 млрд кВт·год.
Видача продукції відбувається по ЛЕП, розрахованим на роботу під напругою 500 кВ та 220 кВ.